# بانک لویدز

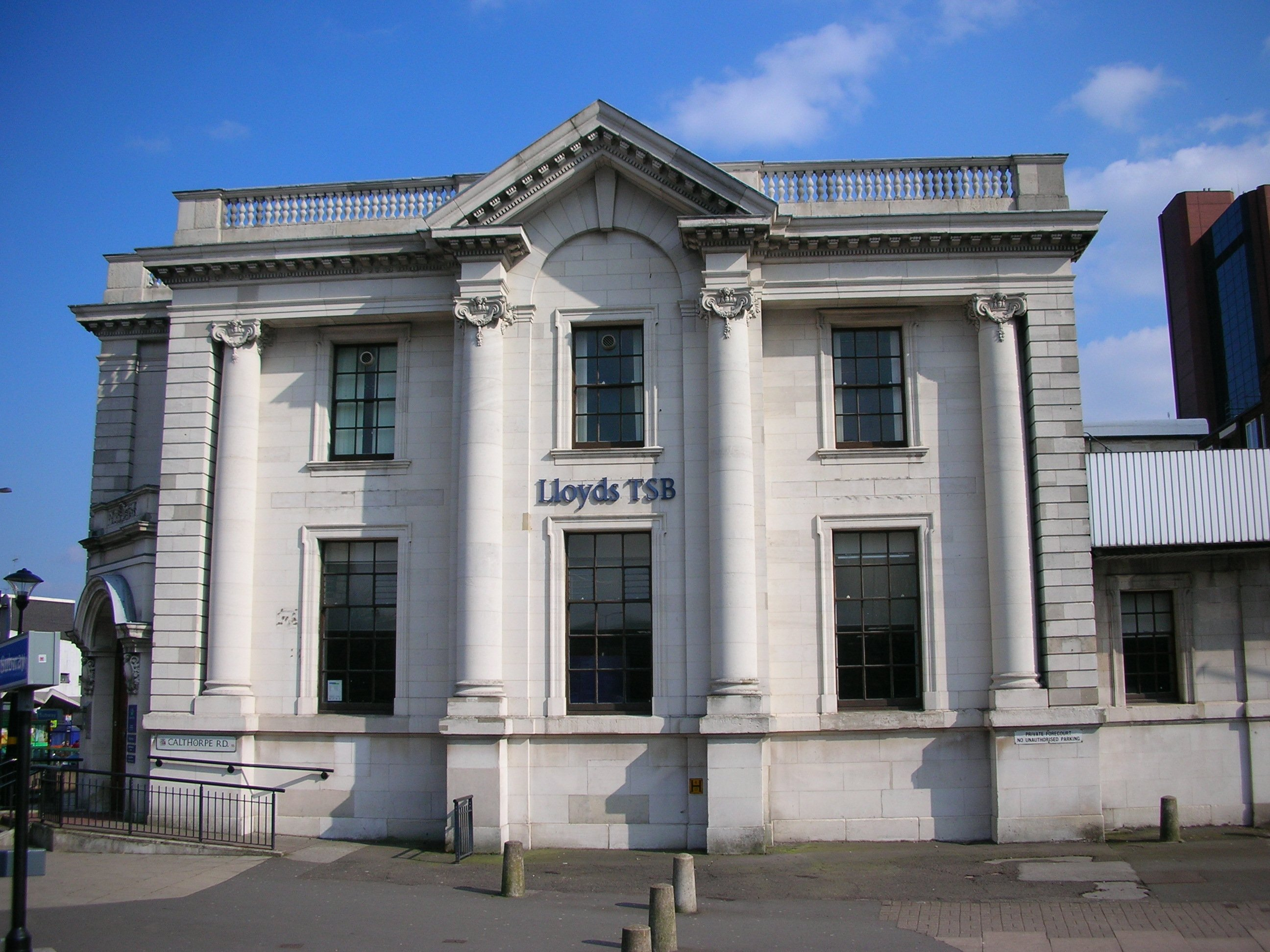
شعبه بیرمنگام لویدز بانک

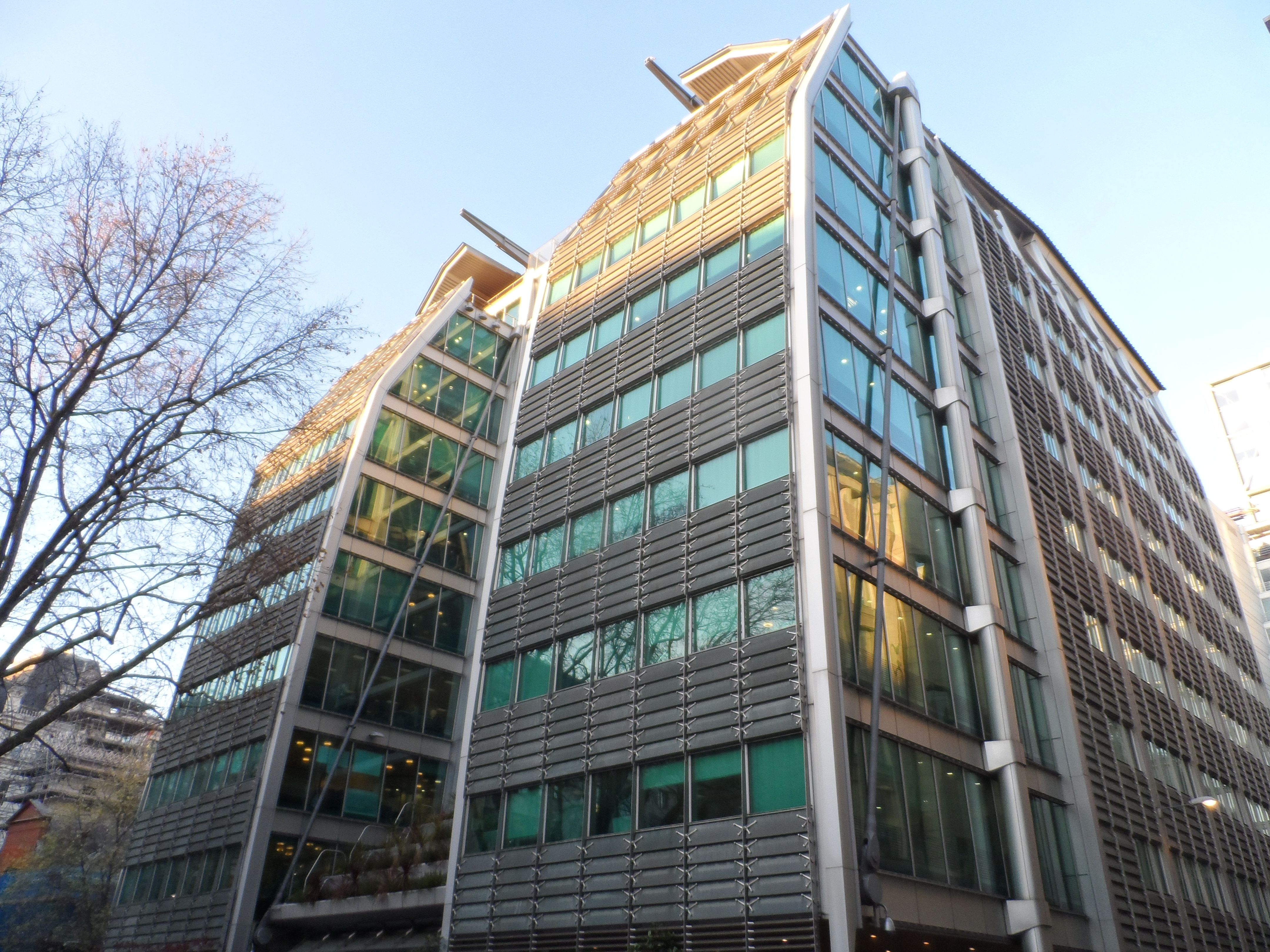
ساختمان اصلی بانک لویدز

بانک لویدز با نام رسمی گروه بانکداری لویدز (به انگلیسی: Lloyds Banking Group) مؤسسه مالی و بانکداری بریتانیایی است، که در زمینه ارائه خدمات بانکداری، بیمه، سرمایه‌گذاری و مزایای بازنشستگی فعالیت می‌کند.
ریشه‌های تأسیس بانک لویدز به سال ۱۷۶۵ و تشکیل بانک لویدز تی‌اس‌بی بازمی‌گردد. این گروه در سال ۲۰۰۹ و در پی ادغام لویدز بانک و شرکت خدمات مالی اچ‌بی‌اس‌او؛ که خود از ادغام ۴ بانک بریتانیایی تشکیل شده بود، تأسیس شد.
شعبه مرکزی این بانک در شهر لندن، بریتانیا قرار دارد و بخشی از سهام آن در بازارهای بورس نیویورک و بورس لندن معامله می‌شود. گروه لویدز بانک در سال ۲۰۱۳ با ارزش بازار ۴۳ میلیارد پوند، در رتبه ۱۱ از بزرگترین شرکت‌های فعال در بورس لندن قرار داشت.